# A151 (Frankrijk)
De A151 is een A-weg ten noorden van de Franse stad Rouen. De weg verbindt de A150 nabij Roumare met de N27 bij Varneville-Bretteville.